# Tring TV
Tring TV è una piattaforma televisiva albanese a pagamento. La società opera nel settore dei media, delle trasmissioni televisive, delle telecomunicazioni, offrendo servizi internet, telefonici e televisivi, terrestri e satellitari ed OTT in Albania e nel mondo.

## Informazioni tecniche
Tring è disponibile sul territorio nazionale albanese tramite la rete DVBT2, in Europa tramite il satellite 39°est e nel mondo tramite l'app OTT.
- Terrestre: tramite decoder tring e smart card.
- Satellite: tramite decoder tring e smart card.
- OTT: L'applicazione è disponibile sui seguenti dispositivi:

smart tv con sistema android, LG (recenti), Samsung (recenti),
box tv con sistema android. Smartphone o tablet con sistema android oppure ios. Inoltre è disponibile anche in versione web (tramite il browser) utilizzando un desktop o notebook. Esiste anche decoder ibrido personalizzato Tring dotato di tuner DVBT2 e sistema integrato android.

## Canali
Tring attualmente possiede 35 canali (di cui 3 per adulti) di proprietà. Il canale Vizion Plus, nonostante sia il canale "fondatore" resta esclusivo soltanto per gli abbonati all'estero, poiché si tratta di un canale generalista fruibile gratuitamente sul territorio nazionale tramite DVBT2, senza avere bisogno di decoder ed abbonamento TRING:
- Vizion Plus (generalista disponibile gratuitamente sul DVBT2)
- SEMIGENERALISTI: Living, Tring Original, Smile
- DOCUMENTARI: Tring World, Tring Planet, Tring History
- FILM: Tring Shqip, Tring Super, Tring Action, Tring Collection, Tring Fantasy, Tring Classic, Tring Life, Tring Family, Tring Comedy
- SERIE: Tring Series, 3 plus, Tring Turkish Stories, Kanal D Drama (Albania)
- BAMBINI: Tip TV, Kids, Tring Tring, Bubble
- MUSICA E CULTURA: Muse, Click
- NEWS: Kanali 7, Tring Sport News
- SPORT: Tring Sport 1, Tring Sport 2, Tring Sport 3, Tring Sport 4, Tring Sport 5

## Canali Terrestri per Estero
Tring oltre ad essere una piattaforma pay tv con contenuti esclusivi (sport, cinema, documentari ecc.) offre nel suo pacchetto Satellitare ed OTT anche diversi dei canali più importanti del DVBT2 per gli abbonati che vivono all'estero. Poiché non si tratta di canali di proprietà, alcuni eventi (sportivi soprattutto) vengono oscurati a causa della mancanza di diritto di trasmissione all'estero da parte del canale che trasmette l'evento. Elenco dei canali terrestri albanesi disponibili su Tring Satelit e Tring OTT: RTSH 1, TV Klan, Vizion Plus, Klan Plus, Abc News Albania, Syri TV, Euronews Albania, RTSH 2, RTSH femije, RTSH Sport, RTSH 24, Klan News, News 24, Report TV, Fax News, Panorama, CNA, Klan Music, BBF, Elrodi TV, Folk Plus.
Elenco dei canali terrestri del Kosovo (in lingua albanese) disponibili su Tring Satelit e Tring OTT: RTK 1*, RTV 21 Sat, Klan Kosova, ATV, Tëvë 1.
Nella piattaforma OTT sono disponibili anche diversi canali regionali albanesi, del kosovo (in lingua albanese) e canali internazionali inclusi anche canali italiani.
*versione terrestre solo sul pacchetto satellitare. Sul pacchetto OTT è disponibile la versione RTK 1 SAT.

## Diritti Sportivi
Il pacchetto sportivo disponibile sui canali Tring detiene i seguenti diritti disponibili, senza oscuramento, su tutte le piattaforme (DVBT2/Satellite/OTT):
- UEFA Champions League: 2015-2027 (dual audio disponibile solo su alcune sfide)
- Serie A: 2021-2029 (dual audio con commento in italiano)
- Bundesliga: 2025-2029 (dual audio con commento in tedesco)
- Liga Portugal 1: 2015-2026 (dual audio con commento in portoghese)
- Coppa Italia: 2024-2029 (dual audio con commento in inglese)
- Supercoppa Italiana: 2024-2029
- NBA: 2022-2025
- Moto GP: 2022-2025 (dual audio con commento in inglese)